# Clasificación planetaria en Star Trek

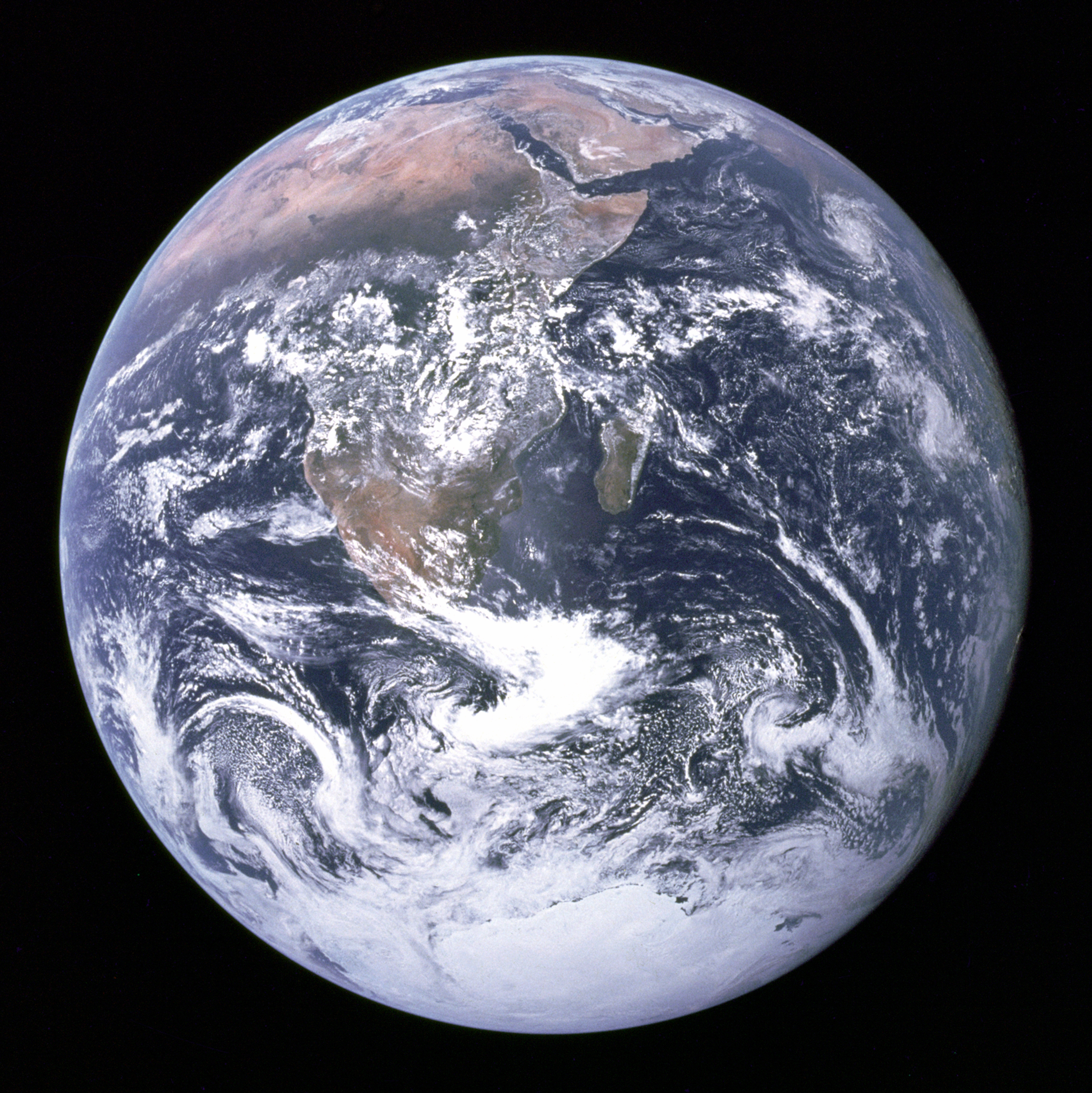
La Tierra, un ejemplo de planeta clase M.

La clasificación planetaria de Star Trek utiliza letras para clasificar planetas y planetoides en esta franquicia de ciencia ficción. La clase más conocido es clase M para planetas similares a la Tierra.

## Clases planetarias
Clase MPlaneta con una atmósfera que comprende nitrógeno y oxígeno y que tiene una abundante agua en estado líquido, y los elementos necesarios para que formas de vida basadas en el carbono puedan existir. También existe abundante vida vegetal y animal, y a menudo, una raza inteligente vive allí. La denominación de clase M puede haber sido basado en el término vulcaniano clase Minshara, tal como lo usa el personaje de T'Pol (interpretado por la actriz Jolene Blalock) en la serie Star Trek: Enterprise. La Tierra es tenida como un ejemplo de lo que representa un mundo clase M, otros planeta clase M que aparecen en la franquicia incluyen a Vulcano, Cardasia Primera, Bajor, Betazed, Rómulo y Kronos. Los planetas clase M son similares a aquellos sugeridos por la teoría astronómica del mundo real para los planetas que puedan sostener la vida y que se deben hallar dentro de la zona habitable.
Clases A, B y CTípicamente planetas pequeños y jóvenes cuya clase depende de la edad y solidez de sus núcleos.
Clase DLos objetos clase D son planetoides como asteroides o algunas lunas. Regula, el sitio subterráneo de la segunda etapa del experimento Génesis en Star Trek II: la ira de Khan, es un planetoide clase D. La USS Voyager también encuentra planetas clase D en el Cuadrante Delta. Uno en el episodio Gravedad, y otro en el episodio Emanaciones, ambos de Star Trek: Voyager.
Clases E, F y GTípicamente planetas proto-terrestres cuya clase depende la edad y solidez de sus núcleos.
Clase HLos planetas de esta clase aparecen en la serie como inhóspitos planetas desérticos. El planeta Tau Cygna V visitado por la USS Enterprise-D en el episodio Las señas del mando de Star Trek: La nueva generación fue designado como un mundo clase H.
Clase IGigante gaseoso, más grandes que un Clase J pero más pequeños que un Clase S y T.
Clases J y TPlanetas que son gigantes gaseosos. Los Clase J son más pequeños que los de Clase T, que a su vez son considerados gigantes gaseosos súper oultra. En el episodio Nave espacial derribada de Star Trek: espacio profundo 9, la USS Defiant entra en la atmósfera de un gigante gaseoso Clase J para rescatar a la tripulación de una nave Karemmana atacada por los Jem'Hadar. La USS Voyager encuentra un súper gigante Clase T en el Cuadrante Delta con anillos radiogénicos en el episodio El buen pastor de Star Trek: Voyager.
Clase KLos planetas de esta clase son mundos desolados sin vida nativa. Sin embargo, a través de la terraformación, ellos pueden ser convertidos en mundos Clase M. En el episodio Yo, Mudd de la serie original de Star Trek, el planeta Mudd fue designado como un Clase K.
Clase LLos planetas de esta clase son mundos apenas habitables con primitivos ecosistemas. En La caza de  la nueva generación, el planeta Indri VIII es indicado en el diálogo como un Clase L. En Los 37's, el planeta en que Amelia Earhart y otros están extraviados es un planeta Clase L con una atmósfera de oxígeno-argón; y en La musa, el planeta en el que el transbordador de B'Elanna Torres se estrella es descrito como un planeta Clase L, soportando vida humanoide de la Edad del Bronce (los dos de Star Trek: Voyager). En El ascenso de Star Trek: espacio profundo 9, Quark y Odo se estrellan en un planeta desolado Clase L.
Clase NLos planetas de esta clase tienen un ambiente de reducción-oxidación y son estériles y rocosos con temperaturas superficiales extremadamente altas causadas por una gruesa atmósfera conteniendo dióxido de carbono y sulfuros corrosivos. En Terrores nocturnos de  la nueva generación, ambientes de Clase N fueron mencionados como lugares ideales para usar explosivos libre de oxidación. Se dice que los Tholianos provienen de un planeta Clase N, de acuerdo a lo descrito en The Sundred en la serie de novelas de Star Trek: The Lost Era (en castellano: "La era perdida"). El juego Star Trek: La nueva generación - A Final Unity (en castellano: "Una unidad final") menciona que los planetas Clase N están más relacionados con los Clase M con la diferencia principal siendo una relación más alta de agua a tierra.
Clases O y PPlanetas cubiertos casi por completo con agua (Clase O) o agua helada (Clase P).
Clase QPlanetas con ambientes cambiantes continuamente causado por órbitas peculiares, una órbita alrededor de una estrella de potencia variable, o algún otro factor que causa que las condiciones cambien drásticamente en el tiempo.
Clase RUn cuerpo planetario errante que no órbita una estrella sino que deriva libremente en el espacio.
Clase SUna clase de gigante gaseoso más pequeño que un Clase T y el siguiente en tamaño a un Clase I.
Clase YEstos planetas son referidos como mundos Demonios, donde las condiciones de la superficie no concuerdan con ninguna de las otras categorías reconocidas. Tales mundos son usualmente hostiles y letales a la vida humanoide. Si la vida se desarrolla en estos mundos, ella toma extrañas formas, como cristales o rocas vivientes, estados físicos líquidos o gaseosos, o incorpóreos, estados basados en dimensiones o energía. En la serie, ejemplos de planetas Clase Y Demonios incluyen a Tholia, el planeta Sangre plateada descubierto por la USS Voyager en el Cuadrante Delta en el episodio Demonio y más tarde mencionado en La ruta al olvido (ambos de Star Trek: Voyager), y el mundo natal de los incorpóreos Medusanos.
Clase X y ZReservado para otras designaciones de planetas Demonios.